# O treh grahih
O treh grahih je ljudska pravljica. Zapisala jo je Eva Zökševa, objavljena pa je v zbirki Slovenske ljudske pravljice, ki je bila natisnjena leta 1996 v tiskarni Mladinska knjiga v Ljubljani. Glavna urednica zbirke je Irena Trenc-Frelih.
Pravljica pripoveduje o usodi siromakovega sina, ki mora na življenjski poti iskanja premagati mnogo ovir, da na koncu lahko uživa svojo srečo. O treh grahih je pravljica, ki predstavlja pomemben element v slovenski mladinski književnosti. Vsebuje namreč motive, ki predstavljajo iskanje mladega človeka v smislu svojih potreb in želja. Pravljica posamezniku ponuja spoznanje, da se mora človek duhovno in materialno osamosvojiti, ob tem pa mora to svoje bogastvo deliti z drugimi ljudmi. 

## Analiza pravljice poBrunu Bettelheimu
Pravljica O treh grahih se prične z odhodom siromakovega sina v svet po srečo. To lahko razumemo kot željo posameznika po samostojnosti, ki pa je v pravljici poimenovana kar sreča. Vsak otrok se namreč mora zavedati, da se bo nekoč moral ločiti od staršev, in da bo zaživel svoje življenje. V pravljici O treh grahih je želja po ločitvi od staršev prikazana tako, da predstavlja očeta kot siromaka, in na ta način sin nima druge izbire, kot da se poda v svet.
Sin se poda po prašni cesti, kar nakazuje na to, da moramo biti v življenju pripravljeni na prah oziroma na ovire, pred katerimi pa ne smemo kloniti. Med potjo pobere tri grahe. Število tri predstavlja sestavine naše duševnosti, katero je opredelil Sigmund Freud. Trije grahi namreč predstavljajo ono (zanj je značilno načelo ugodja), jaz (zanj je značilno načelo realnosti) in nadjaz (zanj je značilna kritičnost posameznika), kar pomeni, da morajo biti vse sestavine duševnosti povezane, če želimo, da dosežemo samouresničitev, in da postanemo v življenju srečni.
Graščakova žena predstavlja pohlep in željo po bogastvu, saj išče hčeri ženina, ki bo kraljevič in ne siromak. Pozorni moramo biti tudi na njeno opazovanje mladeniča, kateri ji je zelo ugajal. Tu gre za namigovanje na željo starejše ženske po mladem moškem. 
Mladi siromak skrije torbo z grahi pod glavo in ne more spati. To pomeni, da če svojega bogastva tako v materialnem kot v duhovnem smislu ne delimo z drugimi, smo nesrečni in nemirni, saj tako postanemo sužnji samega sebe, ker nas je strah, da bomo svojo lastnino nekoč izgubili. Služabnik pod posteljo predstavlja ljudi okoli nas, ki opazujejo, kako smo nemirni zaradi egoističnega ravnanja. Drugo noč mladi siromak mirno spi, saj torbo z zrni obesi na obešalnik, s tem pa dokazuje, da moramo v življenju ljudem zaupati in tako bodo tudi oni zaupali nam. Služabnik drugo noč mirno spi, saj predstavlja množico ljudi, ki nam zaupa.
Siromak privoli v poroko z mlado graščakinjo. Iz tega je razvidno, da oba premagata ojdipski kompleks, kar pomeni, da se rešita prevelike navezanosti na starše in sta sposobna zaživeti skupaj in se razdajati v ljubezni.
Kočija, s katero se odpeljeta mladoporočenca, predstavlja novo iskanje v življenju dveh, ki sta se združila v ljubezni.
Mladi siromak si želi vzeti življenje, a mu to prepreči mož Beloglavec. Mož Beloglavec predstavlja človekov razum, ki preprečuje, da bi se vdali v usodo in si vzeli življenje zaradi sramovanja pred drugimi in zaradi občutka manjvrednosti. Grad, ki ga dobi mladi siromak, predstavlja rešitev in vzrok za vztrajanje v življenju.
Po enem letu življenja v lepem gradu se pojavi zmaj, ki ima sedem glav in v vsaki glavi sedem jezikov. Zmaj predstavlja moške, ki si želijo pridobiti mlado ženo in bogastvo v gradu. Sedem jezikov lahko razumemo kot poniževanje mladega siromaka in kot širjenje laži, s katerimi želijo ljudje škodovati siromaku. Zmaju se po robu postavi sedemkrat spečeni kruh, ki predstavlja trdno zvezo med mladim siromakom in njegovo ženo. Za svojo srečo sta morala namreč veliko tvegati in pretrpeti, s tem pa so njune skupne vezi postale močnejše. Postale so tako močne, da jih ne pretrga noben človek in nobena laž. Na koncu predstavlja grad samouresničitev posameznika, ki je v svojem življenju poskrbel za integracijo sestavin duševnosti, s katero je postal sposoben vztrajati v življenju ob premagovanju ovir. Kot nagrada za vse to pa ga v življenju obdajata zadovoljstvo in sreča.

## Liki

### Glavni lik
Siromakov sin je mlad fant, ki odide od doma, da bi našel srečo. Na poti ga čaka mnogo preizkušenj, ki vanj vlivajo veliko strahu. Siromakov sin je poslušen in skrben otrok, saj shrani vse, kar najde na prašni poti in tako upošteva očetovo naročilo. Značilno zanj je tudi, da se sramuje svoje revščine, saj želi umreti, ker ženi ne more pokazati lepega gradu, temveč le staro očetovo hišo. Ob pomoči dobrih ljudi ga na koncu čaka srečno življenje v lepem gradu.

### Stranski liki
- Oče predstavlja nemočnega posameznika, ki pošlje sina v svet, s tem pa se reši očetovske odgovornosti.
- Graščakova žena je pohlepna, saj je prepričana, da bo svoji hčeri dodelila za moža kraljeviča in ne siromaka. Tudi prebrisanost je ena izmed njenih značilnosti, saj na poseben način preizkusi siromakovo revščino. Dovoli mu namreč prespati na dobri in na slabi postelji, pri tem pa siromaka opazuje služabnik.
- Graščakina hči je poslušna in zelo pasivna oseba, saj upošteva le mamine nasvete. Prav tako kot mama pa je željna bogastva, saj ji življenje v lepem gradu pomeni zelo veliko.
- Mož Beloglavec je dober človek, ki ponudi svoj grad mlademu siromaku in njegovi ženi. S tem siromaka odreši skrbi za leto dni.
- Starka dobrohotno pove rešitev mlademu siromaku, kako naj se reši zmaja.
- Zmaj zaradi svoje nevoščljivosti nasprotuje mlademu siromaku in mu z bruhanjem ognja želi preprečiti srečno življenje.
- Kruh predstavlja rešitev za siromakovo življenje, saj s svojo modrostjo premaga zmaja in siromaku omogoči srečno življenje.

## Interpretacija
- Pripovedovalec: tretjeosebni oziroma vsevedni
- Književni prostor: dva gradova in dolga prašna cesta
- Književni čas:  več kot leto dni
- Glavni lik: siromakov sin
- Stranski liki: oče, graščakova žena, graščakina hči, mož beloglavec, starka, zmaj, kruh
- Slog

- Okrasni pridevki: prašna cesta, velik grad, trije grahki, imenitna soba, velikanski zmaj
- Pomanjševalnice: sinko, grahki, bajtica, ženka
- Stopnjevanje: »…imel je sedem glav in v vsaki glavi sedem jezikov,…«
- Ljudska števila: trije grahi, tri vreče, sedemkrat posejati, sedemkrat požeti, sedemkrat zmleti, sedemkrat zamesiti, sedemkrat speči, sedem glav, sedem jezikov

## Motivno-tematske povezave
Motiv otroka, ki se mora sam znajti v življenju zasledimo tudi v pravljici Janko in Metka. Prav tako kot siromaka, oče zaradi revščine pošlje svoja otroka od doma. Tako kot mladi siromak potujeta po neznani poti. V slovenski mladinski književnosti se pojavi motiv mladeniča, ki odide v svet za srečo, v pravljici Železni prstan.  
Motiv gradu in grajske poroke se pojavi v pravljicah O treh bratih in o treh hčerah ter O dveh bratih in velikanih. 
Pravljica O treh bratih in treh hčerah vsebuje tudi motiv treh grahov, ki pripomorejo k sreči treh mladeničev. V svetovni mladinski književnosti se pojavi motiv graha v pravljici Kraljična na zrnu graha.
Strašnega in nevarnega zmaja, ki varuje grad, zasledimo v pravljici O junaškem kovaču ter v pravljici Zlato mesto.

## Izdaje
- Slovenske ljudske pripovedi, Mladinska knjiga, 1985
- Slovenske narodne pravljice, Mladinska knjiga, 1989
- Slovenske ljudske pravljice, Mladinska knjiga, 1996
- Slovenske narodne pravljice, Karantanija, 2001
- Slovenske narodne pravljice, Mladinska knjiga, 2004